# Claremont (New Hampshire)
Claremont település az Amerikai Egyesült Államok New Hampshire államában, Sullivan megyében. Lakosainak száma 12 949 fő (2020. április 1.).

## Népesség
A település népességének változása:

| 2010 | 13 355 |
| 2020 | 12 949 |